# Mighty Jets FC
El Mighty Jets FC és un club de futbol nigerià de la ciutat de Jos.
Va ser fundat el 1970 i fou el primer campió de la lliga de futbol de Nigèria el 1972. També fou subcampió de copa el 1972, perdent 3-2 amb Bendel Insurance, i el 1974, 2-0 amb Enugu Rangers. Possiblement és el continuador d'un club anomenat Jos Plateau Highlanders.

## Palmarès
- Lliga nigeriana de futbol:[3]
  - 1972

- Segona Divisió de Nigèria:
  - 2003